# Nils-Åke Sandell

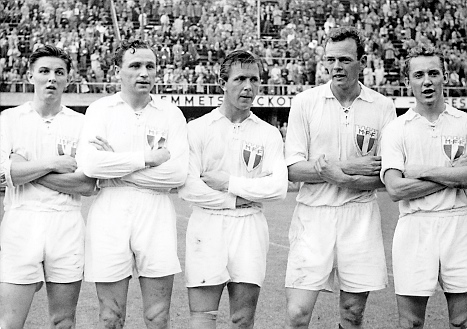
Sandell (m.) 1955 mit den Malmö-FF-Spielern Gustafsson, Thillberg, Lindskog und Nilsson (v. l. n. r.)

Nils-Åke Sandell (* 5. Februar 1927 in Lund; † 29. Mai 1992) war ein schwedischer Fußballspieler.

## Werdegang
Sandell begann seine Laufbahn beim unterklassigen Klub Lunds BK, den er jedoch in Richtung IFK Malmö verließ, der in der Allsvenskan spielte. Anschließend wechselte er zu Malmö FF. Nach zwei Spielzeiten in Italien bei SPAL Ferrara kehrte er 1958 nach Schweden zurück und beendete 1962 seine Karriere bei IS Halmia.
Zwischen 1952 und 1956 lief Sandell 20 Mal für die schwedische Nationalmannschaft auf. Dabei gelangen ihm 20 Tore. Mit einem Schnitt von einem Tor pro Länderspiel steht er in Schweden an dritter Stelle hinter Gunnar Nordahl (Quotient 1,30) und Sven Rydell (Quotient 1,14) bei Nationalspielern mit mindestens zehn Einsätzen.